# 어드벤티스트 헬스 아레나
어드벤티스트 헬스 아레나(영어: Adventist Health Arena)은 미국 캘리포니아주 스톡턴에 위치한 실내 경기장이다. 과거 ECHL 스톡턴 선더의 홈경기장으로 사용했으면, 현재 AHL 스톡턴 히트, G 리그 스톡턴 킹스의 홈경기장으로 사용되고 있다.